# Nambu Type B

## Type B
Le Nambu type B est un pistolet de poche utilisé à titre personnel par les officiers de l'armée impériale japonaise en 1914-1918 et durant la guerre sino-japonaise. Il diffère du Nambu Type 4 ou A par son calibre, sa taille, sa masse et sa hausse fixe. Conçu par Kijiro Nambu, il fut produit en petit nombre entre 1909 et 1930 environ.